# Toxy Liegerad
Die Toxy Liegerad GmbH ist ein deutscher Spezialfahrrad-Hersteller mit Sitz in Wrist (Schleswig-Holstein). Die Firma entwickelt und produziert seit 1995 voll gefederte Liegeräder für Alltag, Radreisen und Radsport sowie eine umfangreiche Palette an Zubehör.
Die Toxy-Modelle werden heute alle optional auch als E-Bikes (Pedelec 25) sowie teilweise als Faltrad angeboten. Im Jahre 2009 wurde der Firma für das erste Faltliegerad-Modell (Toxy Flite) der international renommierte Designpreis iF Eurobike Award verliehen.

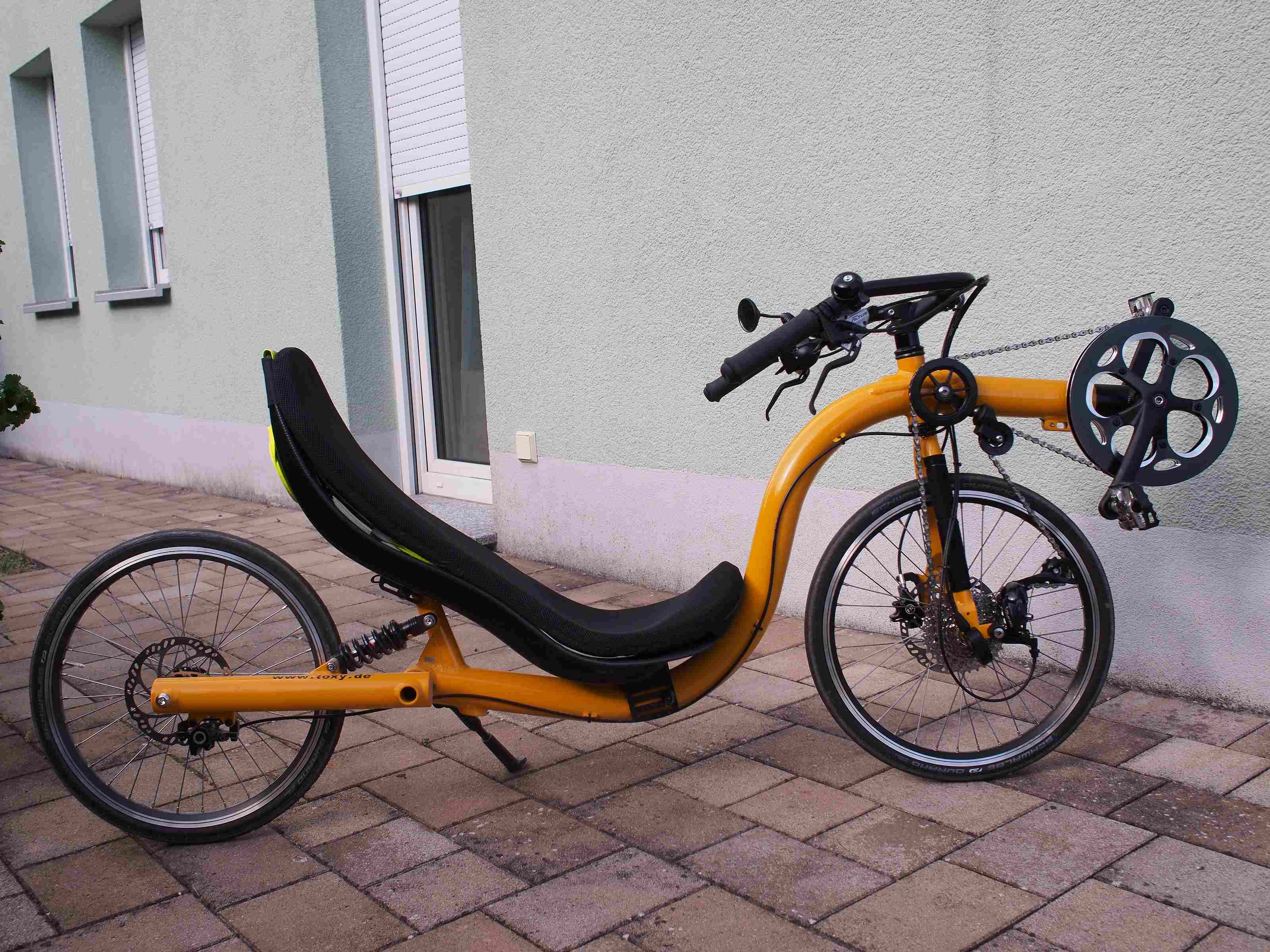
Toxy ZR mit Einarmschwinge und vorderer Kettenführung

Eine besondere Stellung innerhalb der Toxy-Modelle hat seit 1999 das Toxy-ZR als Liege-Rennrad inne, mit dem bereits mehrere Titel in unterschiedlichen Renn-Disziplinen eingefahren wurden.
Dessen Design dient seither immer wieder als technologische Basis für aerodynamisch verkleidete Fahrzeuge in Weltrekord-Projekten (z. B. Valkyrie, Altair).
Die Liegeräder werden überwiegend in Europa, aber auch weltweit vertrieben.